# Revista Ibérica de Ciencias, Política, Literatura, Artes é Instrucción Pública
La Revista Ibérica de Ciencias, Política, Literatura, Artes é Instrucción Pública fue una publicación periódica editada en Madrid entre 1861 y 1863, durante el reinado de Isabel II. 

## Historia
Editada en Madrid, la revista fue impresa en la imprenta de Manuel Galiano, con una periodicidad quincenal. Contó con un total de siete tomos y su primer número apareció el 15 de octubre de 1861 y cesaría su publicación en junio de 1863. Vinculada al krausismo y dirigida por Francisco de Paula Canalejas, entre sus redactores se contaron nombres como los de Ricardo Alzugaray, Antonio Angulo y Heredia, Gregorio Cruzada Villaamil, Francisco Fernández y González, Clemente Fernández Elías, Eugenio López Molinero y Joaquín Sanromá y Creus.